# Mázandarán
Mázandarán (persky استان مازندران‎) je íránská provincie na jihu Kaspického moře. Hlavním městem je Sárí. Rozloha je 23 701 km² a žije zde přibližně 3,28 milionu obyvatel. V provincii se nachází nejvyšší hora země Damávand.